# Elina (film 2002)
Elina (titolo finlandese: Näkymätön Elin, titolo svedese: Elina - Som om jag inte fann) è un film del 2002 diretto da Klaus Härö.
La prima TV in Italia è del 22 luglio 2004.

## Trama
Negli anni '50, in Svezia, in un piccolo villaggio nella regione del Tornedalen, area di confine con la Finlandia, Elina (9 anni) vive in una delle povere famiglie immigrate di lingua finnica. Suo padre, cui era molto legata, era morto per tubercolosi da poco tempo ed Elina trova consolazione nel ripercorrere nella palude nei pressi del villaggio i sentieri e le vie che il padre le aveva insegnato, immaginando di continuare a parlare con lui e di ricevere da lui indicazioni ed aiuto.
La madre, vedova, era in condizioni economiche precarie, avendo un'altra figlia più piccola ed un bimbo appena nato; per sopravvivere faceva la donna delle pulizie, mentre a casa è aiutata da Elina per le faccende domestiche.
Anche Elina aveva contratto la tubercolosi, ma dopo un lungo periodo di malattia in cui non aveva potuto frequentare la scuola, era guarita. Al ritorno a scuola viene inserita in una nuova classe, con compagni più piccoli (tra cui la sorellina Irma) e con una nuova maestra, Tora Holm. La maestra Holm, la decana degli insegnanti, è nota per essere autoritaria e per la diffidenza che ha nei confronti dei bambini provenienti dalle famiglie povere e della minoranza linguistica finlandese. In classe impone l'uso dello svedese e punisce gli alunni che parlano la loro madrelingua.
Per le famiglie del villaggio il servizio di mensa scolastica a pranzo rappresenta un importante aiuto economico e per gli alunni l'unica occasione quotidiana di avere un pasto completo. Quando la maestra punisce il piccolo Anton con il divieto di pranzare, per aver parlato in finnico (unica lingua a lui nota), Elina prende le sue parti e si affida la stessa punizione. Nei giorni successivi la condotta della maestra, che irride alle condizioni economiche di Elina e definisce suo padre un piantagrane e colpevole della propria sventura (pur essendo stato, in realtà, una persona generosa ed attenta verso gli altri), costringe quest'ultima a continuare nell'autopunizione di non mangiare alla mensa.
L'arrivo nella scuola di un giovane maestro (Eimar), che si sforza di imparare il finnico e capire gli alunni ed è portatore dei più recenti metodi pedagogici, non muta i rapporti fra la maestra ed Elina. Dopo l'ennesimo scontro, la maestra afferma che d'ora in poi Elina sarà per lei una persona invisibile (da cui il titolo del film); ed inizia ad attuare il proposito ignorando espressamente Elina.
Elina scappa e cerca rifugio nella palude, luogo pericoloso per le sabbie mobili. La maestra viene costretta a recarsi nella palude ma, non ottenendo risposte da Elina rientra nella scuola come se nulla fosse e riprende a fare lezione di canto. Elina, abbandonata, finisce nelle sabbie mobili. Irma avvisa la madre e poi, su indicazione di questa, il maestro; loro provvedono a salvarla. Al rientro a scuola, la maestra Holm ammette pubblicamente di avere sbagliato.
Il film affronta la tematica delle minoranze, delle differenze sociali e dell'impostazione scolastica autoritaria.

## Riconoscimenti
- Ale Kino! - International Young Audience Film Festival (Poznań)
  - 2003: C.I.F.E.J. Award
- Anjalankoski Film Sunday (Finlandia)
  - 2004 Anjalankoski Film Prize
- Festival internazionale del cinema di Berlino
  - 2003: Orso di cristallo
- Buster International Children's Film Festival (Copenaghen)
  - 2003: Menzione speciale
- Chicago International Children's Film Festival
  - 2003: Premio Giuria degli adulti
- Cinekid (Amsterdam)
  - 2003: Menzione speciale
- Festival Internacional de Cine de Valencia – Cinema Jove
  - 2003: Luna d'oro
- Guldbagge Award - 2004
  - Ingmar Bergman priset
  - Miglior attrice non protagonista a Bibi Andersson
  - Candidatura a miglior film
- Isfahan International Festival of Films for Children and Young Adults
  - 2003: Farfalla d'oro – Miglior film
- Festival international du film pour enfants de Montréal
  - 2003 – Feature Film